# Trungsystrarna

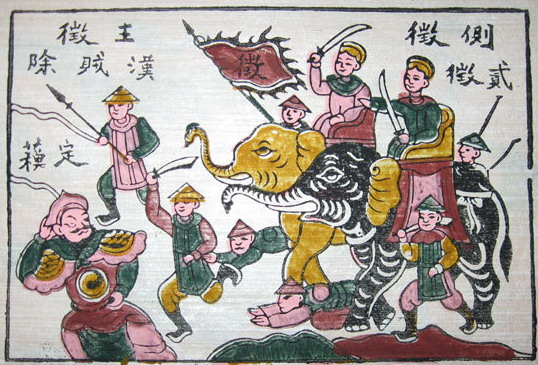
Dong Ho-målning av Trungsystrarna

Trungsystrarna, döda år 43 e.Kr., var två vietnamesiska systrar som ledde ett uppror mot kineserna under det kinesiska styret i Vietnam.  Äldsta systern hette Trưng Trắc medan den yngres namn var Trưng Nhị. Deras motstånd har ofta använts för att uppmana till patriotism i tider då Vietnam har varit hotat av yttre fiender.
Systrarna var uppvuxna i en familj med militära traditioner.  När kineserna började stärka sitt grepp över landet uppstod ett missnöje bland aristokraterna från det gamla Au Lac. År 40 startade de två systrarna ett uppror mot det kinesiska styret.  De samlade stora massor omkring sig, och lyckades driva ut kineserna. 
Det dröjde tre år innan den kinesiska generalen Ma Yuan med en armé på 20000 man besegrade systrarna. De avrättades (enligt vietnamesiska källor begick de självmord) år 43.  Ma Yuan anlade sedan flera befästningar för att stärka greppet om landet.
Systrarna har givit namn åt både tempel och gator i Vietnam, och i februari infaller en helgdag till deras ära.